# Protosingel
Protosingel ist ein Ehrentitel, der an orthodoxe Mönchspriester verliehen wird.
Ursprünglich leitet sich der Begriff Protosingel aus protos und singhellos ab. Singelos stammt vom Ausdruck „Synkellos“. Das bezeichnete das Zusammenbeziehen einer Klosterzelle in der Alten Kirche. Ein singhellos war nach den Angaben des Kanons 12 vom 6. Ökumenischen Konzil ein Kleriker, welcher in der Nähe des Bischofs wohnte und dessen Berater war. Der älteste singhellos trug den Namen protosinghellos, war der engste Berater des Bischofs, sein Beichtvater und üblicherweise dessen Nachfolger. Zwischen dem 8. und 10. Jahrhundert verbreitete sich die singhellos-Institution in der Orthodoxen Kirche, verlor dann aber wieder an Bedeutung. Zurzeit existiert diese Funktion nicht mehr. Jedoch erhielt sich die Bezeichnung als Ehrentitel, welcher früher für besondere geistliche bzw. spirituelle Leistungen an Mönchspriester vergeben wurde. In der Gegenwart werden Mönchspriester für spezielle administrative Leistungen mit diesem Ehrentitel ausgezeichnet.

## Bekannte Protosingel

### Rumänische Patriarchen
- Miron Cristea
- Nicodim Munteanu
- Iustinian Marina
- Iustin Moisescu
- Teoctist I.
- Daniel Ciobotea

### Rumänische Metropoliten
- Veniamin Costache

### Rumänische Mönche
- Varlaam Merticariu